# Braillard Point
Der Braillard Point ist eine Landspitze, die das nordöstliche Ende von Ardley Island im Archipel der Südlichen Shetlandinseln bildet. Er liegt nordöstlich des südwestlichen Endes von King George Island.
Teilnehmer der britischen Discovery Investigations, welche die Landspitze in den Jahren von 1931 bis 1933 und zwischen 1933 und 1935 kartierten, benannten sie nach Albert Thomas Braillard (1903–1950), Besatzungsmitglied auf dem Forschungsschiff RRS Discovery II.